# ريتشارد إتش. بايارد
ريتشارد إتش. بايارد هو محامي ودبلوماسي وقاضي وسياسي أمريكي، ولد في 26 سبتمبر 1796 في ويلمنغتون في الولايات المتحدة، وتوفي في 4 مارس 1868 في فيلادلفيا في الولايات المتحدة. نشط حزبياً في حزب اليمين.

## مناصب
- انتخب عضو مجلس الشيوخ الأمريكي [الإنجليزية]‏ عن دائرة Delaware Class 1 senate seat ‏ وقد انضم خلال فترته النيابية [الإنجليزية]‏ (12 يناير 1841 – 4 مارس 1841) للكتلة البرلمانية حزب اليمين.
- انتخب عضو مجلس الشيوخ الأمريكي [الإنجليزية]‏ عن دائرة Delaware Class 1 senate seat ‏ وقد انضم خلال فترته النيابية [الإنجليزية]‏ (4 مارس 1843 – 4 مارس 1845) للكتلة البرلمانية حزب اليمين.
- انتخب عضو مجلس الشيوخ الأمريكي [الإنجليزية]‏ عن دائرة Delaware Class 1 senate seat ‏ وقد انضم خلال فترته النيابية [الإنجليزية]‏ (4 مارس 1841 – 4 مارس 1843) للكتلة البرلمانية حزب اليمين.
- انتخب عضو مجلس الشيوخ الأمريكي [الإنجليزية]‏ عن دائرة Delaware Class 1 senate seat ‏ خلال فترته النيابية [الإنجليزية]‏ (4 مارس 1839 – 19 سبتمبر 1839).
- انتخب عضو مجلس الشيوخ الأمريكي [الإنجليزية]‏ عن دائرة Delaware Class 1 senate seat ‏ خلال فترته النيابية [الإنجليزية]‏ (4 مارس 1837 – 4 مارس 1839).
- انتخب عضو مجلس الشيوخ الأمريكي [الإنجليزية]‏ عن دائرة Delaware Class 1 senate seat ‏ خلال فترته النيابية [الإنجليزية]‏ (17 يونيو 1836 – 4 مارس 1837).
- انتخب عضو مجلس الشيوخ الأمريكي [الإنجليزية]‏.